# ヴァルティスラフ9世 (ポメラニア公)

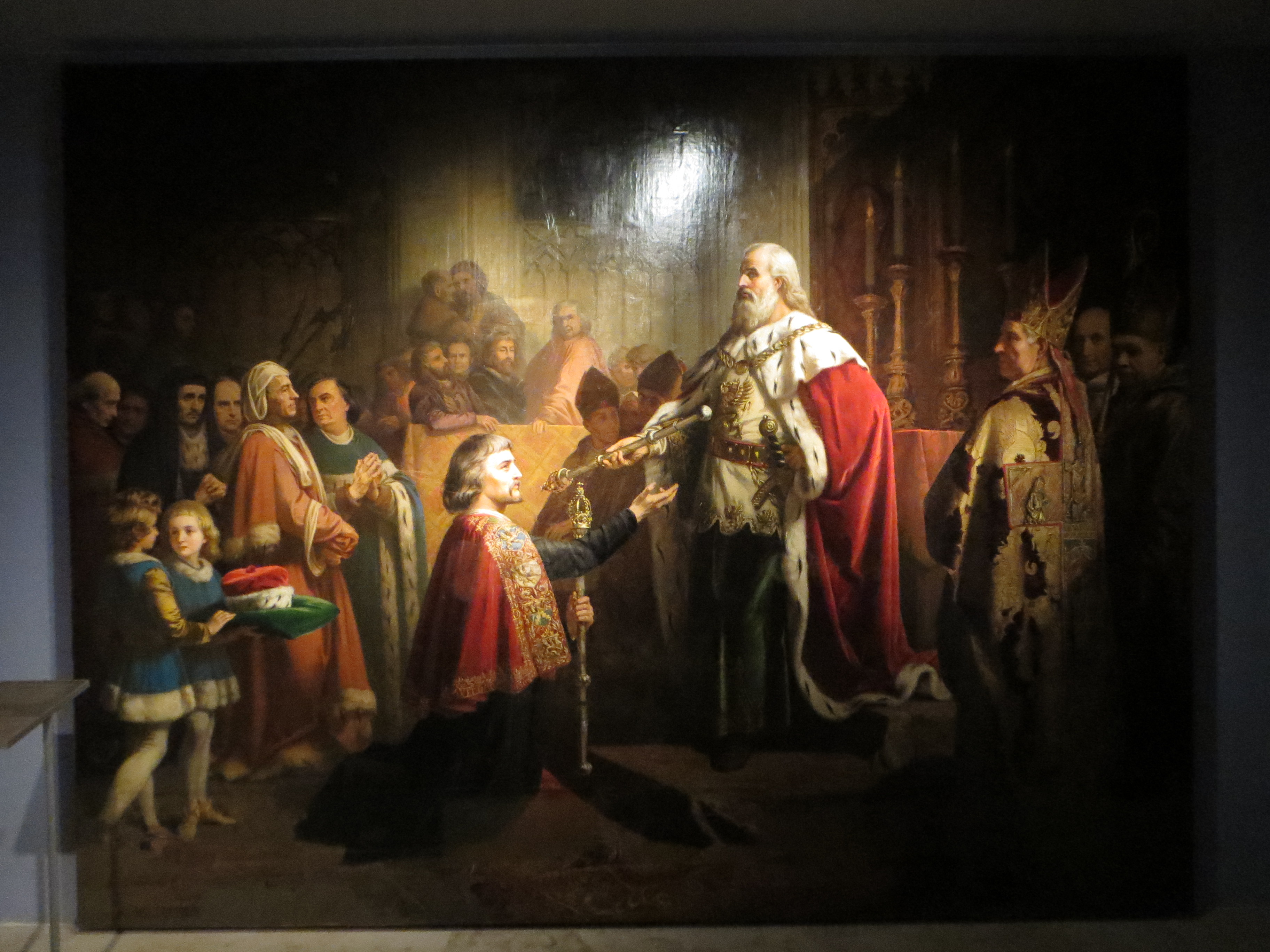
ハインリヒ・ルーベノーに王笏を手渡すヴァルティスラフ9世（オットー・ヘイデン画、1856年）

ヴァルティスラフ9世（ドイツ語：Wartislaw IX., 1395/1400年 - 1457年4月17日）またはヴァルチスワフ9世（ポーランド語：Warcisław IX）は、ポメラニア＝ヴォルガスト公（在位：1405年 - 1457年）。ポメラニア公バルニム6世とフェロニカ・フォン・ニュルンベルクの長男。

## 生涯
父バルニム6世の死後、ヴァルティスラフ9世と弟のバルニム7世が公位を継承したが、幼年であったため叔父のヴァルティスラフ8世が1415年に亡くなるまで統治した。ヴァルティスラフ8世の死後、ヴァルティスラフ9世は叔父の未亡人アグネスとともに弟と従兄弟のバルニム8世およびシュヴィエントボル4世に代わって1425年まで統治を行った。1417年のコンスタンツ公会議において、ヴァルティスラフはドイツ王ジギスムントから公領を封土として与えられた。1421年、公領の主要都市からの圧力を受けて、ヴァルティスラフはシュトラールズントにおいて簡易法廷（強盗や治安妨害の加害者のための臨時法廷）を設立する文書を発行した。
1425年12月6日、ヴォルガスト公領のさらなる分割の後、ヴァルティスラフは弟のバルニム7世と、ヴォルガスト、グライフスヴァルト、デミーン、ギュッツコー、ウクラニおよびデンマークにある領地を含む領土を共同統治した。1451年に弟と従兄弟が亡くなった後、ヴァルティスラフはヴォルガスト、バルトおよびリューゲンを統一した。
公領を統一したヴァルティスラフ9世は晩年、グライフスヴァルト大学の設立に尽力した。カリストゥス3世は1456年5月29日に大学を設立する勅令を発行した。大学はポメラニア公の管理下にあり、経済的な管理は新たに設立された聖ニコウラス財団により行われた。
ヴァルティスラフ9世は1457年4月17日の復活祭にヴォルガストまたはダルシンの狩猟小屋で呼吸困難のため亡くなった。ヴァルティスラフの埋葬場所は不明であるが、埋葬がヴォルガストの聖ペテロ教会で行われたともいわれている。

## 結婚と子女
ヴァルティスラフ9世はザクセン＝ラウエンブルク公エーリヒ4世とゾフィー・フォン・ブラウンシュヴァイク＝リューネブルクの娘ゾフィーと結婚し、以下の子女をもうけた。
- エリーザベト（1420年頃 - 1473年） - クルンミンおよびベルゲン女公
- エーリヒ2世（1418/25年 - 1474年） - ポメラニア公
- ヴァルティスラフ10世（1435年 - 1478年） - ポメラニア公
- クリストフ（1450年頃没） - 早世[8]